# Prismatische coëfficiënt
De prismatische coëfficiënt of cilindercoëfficiënt (CP of φ) van een schip geeft de verhouding weer tussen het volume (V) van het onderwaterschip en het prisma gevormd door het ondergedompelde deel van de grootspantoppervlakte (Am of {\displaystyle \oplus }) en de lengte tussen de loodlijnen (Lll). De prismatische coëfficiënt is belangrijk voor de scheepsweerstand en daarmee het benodigde voortstuwingsvermogen. Over het algemeen geldt: hoe kleiner de prismatische coëfficiënt, hoe lager het benodigde vermogen, maar deze correlatie is zeker niet in alle gevallen een op een.
{\displaystyle C_{P}={\frac {V}{L_{ll}\times \oplus }}=\phi }
Het is ook te schrijven als de verhouding tussen de grootspantcoëfficiënt β en de blokcoëfficiënt δ:
{\displaystyle C_{P}={\frac {\delta }{\beta }}}
Deze coëfficiënt is geschikter om schepen te vergelijken dan de blokcoëfficiënt omdat een schip van gelijke afmetingen en blokcoëfficiënt een scherp grootspant kan hebben en vol voor- en achterschip en andersom een vol grootspant en scherp voor- en achterschip. Het laatste schip zal een kleinere prismatische coëfficiënt hebben en slanker zijn. De volledige vorm van een schip ligt vast in het lijnenplan.